# Bernsteinův polynom
V teorii numerické matematiky je Bernsteinův polynom, nebo také polynom v Bernsteinově tvaru, polynomem, který je lineární kombinací Bernsteinových bázových polynomů.
Numericky stabilní cestou k výpočtu Bernsteinových polynomů je tzv. Algoritmus de Casteljau.
Polynomy v Bernsteinově tvaru byly poprvé použity v konstrukčním důkaze Stoneovy–Weierstrassovy aproximační věty. S rozvojem počítačové grafiky se Bernsteinovy polynomy omezené na intervalu {\displaystyle [0,1]} staly důležitými ve formě Beziérových křivek.

## Definice
n+1 Bernsteinových bázových polynomů stupně {\displaystyle n} je definováno vztahem
{\displaystyle b_{\nu ,n}(x)={n \choose \nu }x^{\nu }(1-x)^{n-\nu },\qquad \nu =0,\ldots ,n.}
kde {\displaystyle {n \choose \nu }}
je binomický koeficient.
Bernsteinovy bázové polynomy stupně {\displaystyle n} tvoří bázi vektorového prostoru polynomů stupně {\displaystyle n}. 

Lineární kombinace Bernsteinových bázových polynomů
{\displaystyle B(x)=\sum _{\nu =0}^{n}\beta _{\nu }b_{\nu ,n}(x)}
se nazývá Bernsteinův polynom, neboli polynom v Bernsteinově tvaru stupně {\displaystyle n}. Koeficienty {\displaystyle \beta _{\nu }} jsou nazývány Bernsteinovy koeficienty, nebo také Beziérovy koeficienty.

## Vlastnosti

#### Rozklad jednotky
Báze tvořená Bernsteinovými polynomy tvoří rozklad jednotky na intervalu {\displaystyle <0;1>}.
{\displaystyle \sum _{i=0}^{n}{b_{i,n}(x)}=1}

#### Symetrie
V bázi tvořené Bernsteinovými polynomy existují vždy symetrické polynomy.
{\displaystyle b_{i,n}(x)=b_{n-i,n}(1-x)}
Důkaz:
{\displaystyle b_{n-i,n}(1-x)={n \choose n-i}(1-x)^{n-i}(1-(1-x))^{n-(n-i)}}
Z vlastností kombinačních čísel vyplývá:
{\displaystyle {n \choose i}={n \choose n-i}}
Nyní stačí upravit předchozí rovnici a získáme že:
{\displaystyle b_{n-i,n}(1-x)={n \choose n-i}(1-x)^{n-i}(1-(1-x))^{n-(n-i)}={n \choose i}(1-x)^{n-i}(x)^{i}=b_{i,n}(x)}

#### Rekurence
Bernsteinovy polynomy jsou rekurentní. To znamená že Bernsteinův polynom lze definovat použitím polynomu nižšího řádu.
{\displaystyle b_{i,n}(x)=(1-x)b_{i,n-1}(x)+tb_{i-1,n-1}(x)}

#### Derivace
{\displaystyle b_{i,n}(x)'=n(b_{i-1,n-1}(x)-b{i,n-1}(x))}

#### Lokální maximum
Na intervalu {\displaystyle <0;1>} je maximum v bodě {\displaystyle x={\frac {i}{n}}}.
Důkaz:
Maximum najdeme skrze derivaci:
{\displaystyle b_{i,n}(x)'={n \choose i}x^{i-1}(1-x)^{n-i-1}[i(1-x)-x(n-i)]}
Nyní můžeme nahlédnout, že pro body {\displaystyle x=0,1} nezískáme nulovou derivaci. Proto zbývá pouze činitel v závorce, který můžeme položit nule.
{\displaystyle i(1-x)-x(n-i)=0}
{\displaystyle i-ix-xn+ix=0}
{\displaystyle xn=i}
{\displaystyle x={\frac {i}{n}}}
Že tento bod leží na intervalu {\displaystyle <0;1>} vyplývá z nerovnosti {\displaystyle 0\leq i\leq n}.

## Příklad
Prvních několik Bernsteinových bázových polynomů vypadá takto:
{\displaystyle b_{0,0}(x)=1\,} 

{\displaystyle b_{0,1}(x)=1-x\,} 

{\displaystyle b_{1,1}(x)=x\,} 

{\displaystyle b_{0,2}(x)=(1-x)^{2}\,} 

{\displaystyle b_{1,2}(x)=2x(1-x)\,} 

{\displaystyle b_{2,2}(x)=x^{2}\ .}